# Merismella oligomera
Merismella oligomera är en svampart som beskrevs av Syd. 1927. Merismella oligomera ingår i släktet Merismella och familjen Chaetothyriaceae.   Inga underarter finns listade i Catalogue of Life.